# 劉宣 (元朝)
劉宣（1233年—1288年），字伯宣，潞州（今山西省长治市）人，迁居太原，元朝政治人物。
劉宣沉毅清介，跟随许衡讲明理学，有经世之志。忽必烈时，通过张德辉推荐为中书省掾，后为河北河南道巡行劝农副使。至元十二年（1275年）为行省郎中。灭南宋时，多有赞画，从伯颜、阿术统军平江南。升江西湖东道提刑按察使。曾两次上言陈说弊端，极力反对南征交趾、东征日本。至元二十三年（1286年），官至礼部尚书、吏部尚书。至元二十五年（1288年），为南台御史中丞。后被江浙行省丞相忙古台所忌恨诬陷，自刭而死。元仁宗时，追封彭城郡公，谥忠宪。